# Ливач, Оксана Васильевна
Оксана Васильевна Ливач (укр. Оксана Василівна Лівач; род. 14 мая 1997, Долина, Ивано-Франковская область) — украинская спортсменка, борец вольного стиля, двукратная чемпионка Европы (2019, 2025), призёр чемпионатов мира и Европы.

## Биография
Родилась 14 мая 1997 года в городе Долина. 
В 2013 году стала чемпионкой мира среди кадетов и серебряной призёркой чемпионата Европы среди кадетов. В 2014 году стала чемпионкой Европы среди кадетов и серебряной призёркой чемпионата мира среди кадетов. В 2015 году завоевала бронзовые медали чемпионатов мира и Европы среди юниоров. В 2016 году стала чемпионкой Европы среди юниоров и бронзовой призёркой чемпионата мира среди юниоров, в 2017 году повторила этот результат.
В 2018 году стала обладательницей бронзовой медали чемпионата мира.
На чемпионате Европы 2019 года в Бухаресте завоевала золотую медаль и впервые стала чемпионкой Европы. 
В феврале 2020 года на чемпионате континента в Риме, в весовой категории до 50 кг в схватке за чемпионский титул уступила спортсменке из Болгарии Миглене Селишке и завоевала серебряную медаль.
Участница Олимпийских игр 2020 года в Токио, где в схватке за бронзовую медаль уступила американке Саре Хильдебрандт.
В апреле 2023 года завоевала серебряную медаль на Чемпионате Европы по борьбе 2023.
В апреле 2024 года на Европейском квалификационном турнире в Баку ей удалось завоевать лицензию для своей страны на летние Олимпийские игры 2024 в весовой категории до 50 кг.
В апреле 2025 года на чемпионате Европы в Братиславе в весовой категории до 50 кг завоевала золотую медаль. В финальной схватке одолела соперницу из Турции Эвин Демирхан.

## Награды
- Орден княгини Ольги III ст. (15 июля 2019 года) — за достижение высоких спортивных результатов на II Европейских играх у г. Минску (Республика Беларусь), проявленные самоотверженность и волю к победе[4].